# Piranha-doce
A piranha-doce (Serrasalmus spilopleura) é uma espécie de piranha que habita os rios amazônicos da bacia do rio Guaporé, mas também foi relatada, provavelmente como espécie invasora introduzida acidentalmente, em rios da bacia do Prata Paraguai e Argentina, do rio Tietê, em São Paulo, bem como o rio São Francisco. Tais peixes chegam a medir 26 cm de comprimento, possuindo o corpo ovalado com dorso cinza-escuro e ventre esbranquiçado. 

## ETIMOLOGIA
Nome científico: Serrasalmus spilopleura.
Nomes Comuns: Piranha Amarela/Doce — Inglês: Speckled piranha.
Nomes populares: pirambeba; palometa; catirina.
Origem: Serrasalmus; latim, serran, serranus, serra um peixe do gênero Serranus + Latim, salmo = salmão. (FRICKE et al, 2023).

### TAXONOMIA E SISTEMÁTICA
Ordem: Characiformes.
Família: Serrasalmidae. 
Subfamília: Serrasalminae.
Status atual: Válido como Serrasalmus spilopleura, Rudolf  Kner 1858. (FRICKE et al,  2023).
Relações filogenéticas:  Estudos morfológicos e moleculares concordam com a hipótese de que os gêneros de piranhas Serrasalmus, constitui uma unidade monofilética da família Serrasalmidae (BIGNOTTO, 2010).

#### DISTRIBUIÇÃO GEOGRÁFICA
Bacias hidrográficas naturais: De acordo com o catálogo das espécies de peixes de água doce do Brasil, ocorrem naturalmente na Bacia do Rio Guaporé e na Bacia do Rio Paraguai (BUCKUP; MENEZES; GHAZZI, 2007).
Outras bacias de ocorrência:
Bacia do Rio Grande, Bacia do Rio Piracicaba no reservatório de Salto Grande em Americana - SP, bem como ambientes lênticos de outras bacias como, a Bacia hidrográfica do Atlântico Norte/Nordeste, principalmente em Lagoas e Reservatórios da região da Sub-bacia do Rio Grande do Norte, como,  Lagoa de Extremoz, reservatório de Porto Colômbia, entre outras que vêm sendo introduzidas (COSTA et al., 2005; RAPOSO; GURGEL, 2003)
Tipo de ambiente: Encontradas principalmente em ambientes lênticos, as S. spilopleura vêm sendo beneficiadas com a construção de barragens ao longo dos rios onde ocorrem, também, se estabelecem muito facilmente quando introduzidas em reservatórios podendo ser invasora de outras bacias (FERREIRA et al., 1998; SAMPAIO; SCHMIDT, 2013, p. 18).

##### BIOLOGIA E HISTÓRIA NATURAL
Reprodução: Na Amazônia, Leão (1996) menciona para Serrasalmus, a coincidência entre o período de desova e a elevação do nível das águas.
Setembro, Outubro e Novembro, meses de baixas profundidades e de seca, são usados para o desenvolvimento das gônadas da espécie. Nesse caso é sugerido que o aumento do nível de água nos lagos possa exercer influência no ciclo gonadal, acelerando a maturação dos ovócitos que daria início a desova dos peixes.
Na Amazônia Central, a reprodução dos peixes tem sido relacionada com a flutuação do nível d'água, que apresenta média anual em torno de 10 m, regulando o ciclo biológico dos peixes principalmente no desenvolvimento dos órgãos sexuais, sendo considerado estímulo para o desencadeamento da desova (SANTOS 1982, LEÃO et al. 1991).
Essas condições normalmente estão associadas ao início da época de chuvas e da alagação, quando a alta disponibilidade de alimentos favorece o desenvolvimento e crescimento das larvas e juvenis (MENENZES & VAZZOLER 1992, SÁNCHEZ-BOTERO & ARAÚJO-LIMA 2001, LEITE et al. 2006). Para as espécies migradoras, a época de desova coincide com a enchente.
Comportamento: Sazima e Machado (1990) indicam algumas estratégias de predação da espécie, observadas em ambiente natural para a região do Estado do Mato Grosso, apontando que a preferida são ataques furtivos por trás das vitimas ou em comportamento de dissimulação aguardando o melhor momento para o ataque com uma aproximação sutil. A estratégia pode estar relacionada também às águas claras.  
Alimentação: Os serrasalmídeos são predadores e se alimentam, principalmente, de pedaços de nadadeiras, escamas e outras partes do corpo de suas presas (NORTHCOTE et al., 1986; POMPEU, 1999; AGOSTINHO e MARQUES, 2001; POMPEU e GODINHO, 2003; COSTA et al., 2005). 

##### CONSERVAÇÃO
- A piranha amarela Serrasalmus spilopleura é consumida pela população ribeirinha, ocasionalmente comercializada nos mercados e feiras da região e começa a ser explotada (Extraídas como proveito econômico) como peixe ornamental (ISAAC et aI., 2004; SOARES et aI., 2007).

- Classificado na categoria ‘menos preocupante’ no livro vermelho de 2018

- Presente na RESERVA PARTICULAR DO PATRIMÔNIO NATURAL DONA ARACY
  - Localizada no município de Miranda, no portal do Pantanal Sul, entre os rios Miranda e Aquidauana
  - Antiga fazenda que foi investida no ecoturismo. Hoje só se tem a presença do ecoturismo e estudos científicos
- Presente no Parque Estadual do Morro do Diabo
- A Serrasalmus spilopleura na Represa do Beija-flor encontra um bom local para se alimentar sem entrar em competição direta com outras espécies carnívoras (FERNANDES, 2010).

##### ASPECTOS CULTURAIS
Apesar de possuírem má reputação em decorrência de ataques a seres humanos e outros vertebrados terrestres, e serem consideradas tipicamente carnívoras, as mesmas podem explorar, diferentes recursos alimentares, principalmente em decorrência de sazonalidade e ontogenia (COSTA et al., 2005; RAPOSO; GURGEL, 2003). É uma importante fonte de proteína para  povos ribeirinhos e fonte de renda em feiras e mercados (SILVA, 2023).